# التحالف من أجل العدالة والديمقراطية/ حركة التجديد
التحالف من أجل العدالة والديمقراطية / حركة التجديد ((بالفرنسية: Alliance pour la Justice et la Démocratie/Mouvement pour la Rénovation)‏، AJD / MR) هو حزب سياسي في موريتانيا. يمثل الأقلية السود من المواطنين القاطنين في جنوب البلاد، والمحاذية لما يسمى وادي نهر السنغال، ويقود هذا الحزب السياسي والناشط الحقوقي والمرشح الرئاسي السابق إبراهيما مختار صار. ألوان الحزب الأسود والأبيض، ورمزه هو ثور زيبو، وترتبط الماشية خصوصا البقر بالرعاة التقليديين لشعب الفولان الذين يشكلون الكثير من جمهوره.

## التأسيس
تأسس الحزب في آب / أغسطس 2007 عن طريق اندماج حركة المصالحة الوطنية بزعامة إبراهيما مختار صار وتحالف العدالة والديمقراطية (AJD)، وانتخب صار زعيماً للحزب الجديد. صار صحفي، وناشط منذ 1980، وحزبه يطلق دعاية سياسية وانتخابية مفادها ضمان حقوق متساوية للبولار، والسونينكي والولوف جنبا إلى جنب مع الموريتانيين البيض، ويطالب بعودة الموريتانيين اللاجئين في السنغال. كان صار قد ترشح مستقلا في الانتخابات الرئاسية في مارس 2007 على برنامج مناهض للعنصرية، وجاء في المركز الخامس بنسبة 7.95٪ في الجولة الأولى  وأيد أحمد ولد داداه في الجولة الثانية.

## قطيعة مع الحكومة 2008
في 10 مايو 2008، أعلنت قيادة AJD / MR أنها لن تشارك في حكومة رئيس الوزراء يحيى ولد أحمد الواقف بسبب الخلافات السياسية المحتدمة حينها.

## انقلاب 2008
بعيد الانقلاب العسكري في أغسطس 2008، أعرب صار وجماعة العدالة والتنمية/ حركة التجديد عن دعمهم للمجلس العسكري. ولكن في 26 أغسطس 2008 أعلن كل من AJD / MR، جنبًا إلى جنب مع تجمع القوى الديمقراطية (RFD) والحركة من أجل الديمقراطية المباشرة (MDD)، قرارهم بعدم المشاركة في حكومة ولد محمد الأغظف  التي تتبع للمجلس العسكري. وتريثوا حتى يتضح لهم ما إذا كان سيتم السماح لمن ينتمي إلى الجيش بالترشح للرئاسة أم لا  داعين إلى تحديد المدة التي ينوي الرئيس بقاءها في السلطة. تم تعيين الحكومة الجديدة بقيادة مولاي ولد محمد الاغظف الأغظف في 31 أغسطس.

## انتخابات 2009
أعلن صار في 11 أبريل 2009، أنه سيكون مرشح حزب العدالة والتنمية / حركة التجديد في الانتخابات الرئاسية المثيرة للجدل في يونيو 2009، والتي نظمها المجلس العسكري وكانت أحزاب المعارضة تخطط لمقاطعتها. وقال صار إن «الظروف مواتية لإجراء انتخابات حرة» وأن موريتانيا لم تكن لديها ديمقراطية في ظل رئاسة سيدي ولد الشيخ عبد الله.